# Skye and Ross
Skye and Ross (reso graficamente come Skye | Ross), talvolta chiamati anche Skye and Ross from Morcheeba, sono un duo musicale britannico formatosi nel 2014 composto dalla cantante Skye Edwards e dal chitarrista Ross Godfrey. Entrambi gli artisti del gruppo avevano fondato nel 1996 assieme a Paul Godfrey la band Morcheeba con la quale si erano guadagnati fama internazionale, ma in seguito all'abbandono di Paul, il gruppo ha deciso di modificare la denominazione del complesso.

## Storia del gruppo

### I Morcheeba (1996–2014)
Skye Edwards e Ross Godfrey raggiungono il successo tra gli anni novanta e gli anni duemila grazie alla popolarità ottenuta con la band Morcheeba, di cui fa parte Paul Godfrey, fratello di Ross. Il trio pubblica, dal 1996 al 2002, quattro album in studio con Skye: Who Can You Trust? (1996), Big Calm (1998), Fragments of Freedom (2000) e Charango (2002), ed altri due con altre vocalist The Antidote (2005) e Dive Deep (2008) poiché la cantante aveva intrapreso una carriera solista fino al suo ritorno nel 2010. Successivamente, hanno pubblicato Blood Like Lemonade (2010) e Head Up High (2013). Complessivamente i Morcheeba hanno venduto oltre 7 milioni di dischi in tutto il mondo. Nel 2014, Paul ha lasciato il gruppo, così Skye e Ross volendo lavorare su un nuovo progetto musicale, hanno deciso di cambiare il nome della band. Ross ha spiegato:

### Skye | Ross(2015–2017)
Il 7 novembre 2015, i Morcheeba, attraverso un post sulla loro pagina Facebook e un tweet sul loro profilo Twitter, presentano due inediti del nuovo album in studio All My Days e Clear My Mind, disponibili all'ascolto su SoundCloud, entrambe le tracce vengono firmate Skye and Ross. In seguito, il 9 dicembre il gruppo modifica definitivamente il nome, confermando l'uscita del primo disco come Skye and Ross, prevista inizialmente nell'autunno del 2016.
Successivamente, il 3 marzo 2016, sempre attraverso social network, la band ha reso disponibile Light of Gold, anch'esso su SoundCloud. A partire dal 1º luglio 2016, il brano viene commercializzato come singolo di debutto, seguito dal secondo singolo How to Fly, lanciato sul mercato il 18 agosto. Come terzo singolo è scelto Medicine, estratto il 26 agosto.
Il 2 settembre dello stesso anno la Cooking Vinyl pubblica il loro primo album intitolato semplicemente Skye and Ross. Skye | Ross oltre al trip hop, presenta anche influenze di altri generi musicali quali blues e downtempo. Per la promozione dell'album la band ha intrapreso la sua prima tournée mondiale con il nome di Skye and Ross from Morcheeba iniziata da prima della distribuzione del disco e durata due anni, durante la quale hanno anche l'occasione di aprire il concerto del cantante britannico Seal all'Old Royal Naval College Greenwich di Londra il 6 luglio 2016.

## Formazione
Componenti
- Skye Edwards – voce, (2015-presente)
- Ross Godfrey – chitarra elettrica, (2015-presente)

Turnisti
- Steve Gordon - basso, (2015-presente)
- Jaega Mckenna - batteria, (2015-presente)
- Ben Cowen - tastiere, (2015-presente)

## Discografia

### Album in studio
- 2016 – Skye and Ross

## Tournée
- 2016/17 – Skye and Ross from Morcheeba: Live in Concert Tour